# Neogerris hesione
Neogerris hesione är en insektsart som först beskrevs av George Willis Kirkaldy 1902.  Neogerris hesione ingår i släktet Neogerris och familjen skräddare. Inga underarter finns listade i Catalogue of Life.